# Lycoming XR-7755
O Lycoming XR-7755 foi o maior motor aeronáutico a pistão construído nos Estados Unidos, com 36 cilindros, totalizando cerca de 127 L (7,750 in³) de deslocamento e uma potência de 5,000 hp (3,700 kilowatts). Foi originalmente desenhado para equipar o "Bombardeiro europeu" que eventualmente tornou-se o Convair B-36 Peacemaker. Apenas dois motores foram construídos antes do projeto ser cancelado em 1946.

## Desenvolvimento
A Lycoming não teve sucesso em projetar um motor de alta potência. Iniciaram com a tentativa de produzir um Hyper engine, que levou ao desenvolvimento do Lycoming O-1230 de 1.200 hp (890 kW); quando o motor ficou pronto, entretanto, os novos projetos de aeronaves já estavam pedindo por uma potência maior. Eles então  novamente tentaram "duplicar" o motor para produzir um motor em H, o Lycoming XH-2470, que foi considerado no projeto do caça Vultee XP-54 "Swoose Goose". Os trabalhos no H-2470 foram encerrados e o XP-54 cancelado.
Em uma tentativa final, a Lycoming decidiu construir o que seria o motor aeronáutico a pistão com maior deslocamento do mundo. Eles criaram uma equipe sob a direção do Vice Presidente da Engineering Clarence Wiegman em sua fábrica principal em Williamsport, iniciando os trabalhos no verão de 1943.

## Desenho
O projeto resultante utilizava nove bancos de quatro cilindros cada, dispostos ao redor de um virabrequim com cada banco de cilindros a um ângulo de 40° de cada banco adjacente, formando um motor radial de quatro linhas. Diferente da maior parte dos motores radiais com mais de uma linha, que usam os cilindros em "espiral" para permitir que o ar os alcance, o R-7755 era refrigerado a água, de forma que todos os cabeçotes de cada banco de cilindros eram alinhados com um duto para resfriamento.
Cada banco de cilindros tinha um eixo OHC atuando as válvulas. O eixo de comando de válvulas incluía dois conjuntos de válvulas, um para potência de decolagem e outro para voo em cruzeiro. O piloto poderia selecionar entre as duas seleções, que alternaria o eixo para trazer o outro conjunto de válvulas. O projeto utilizava alguns de seus acessórios na parte frontal dos eixos, sendo dois magnetos e quatro distribuidores. O sétimo eixo de comando de válvulas não era usado desta forma, sendo colocado na frente do motor para alimentar com óleo à caixa de redução da hélice.
O modelo original XR-7755-1 utilizava uma única hélice, mas mesmo na maior a aeronave, a hélice necessária para absorver a potência teria de ser ridiculamente grande. Isso levou a uma pequena alteração no projeto, que produziu o XR-7755-3, usando um novo sistema de redução da hélice com um conjunto de eixos coaxiais para utilizar hélices contra-rotativas. A caixa de redução também possuía duas seleções de velocidade, para permitir uma maior gama de potência operacional. Outra pequena modificação resultou no XR-7755-5, trocando o carburador por um novo sistema de injeção eletrônica. 

## Histórico operacional
O motor começou a ser testado com 5.000hp em 1944 com o XR-7755-3. Um segundo motor foi fornecido, como planejado, para a Forças Aéreas do Exército dos Estados Unidos na Base Aérea de Wright-Patterson em 1946. Entretanto, nesta época, a Força Aérea já tinha perdido interesse em novos projetos de motor a pistão devido à introdução de motores a reação. O motor original que foi utilizado em testes foi posteriormente entregue à Smithsonian Institution, onde foi recentemente restaurado.